# Глушенкова, Анна Ивановна
Анна Ивановна Глушенкова (1 августа 1926 года, дер. Матышево, Руднянский район, Волгоградская область, РСФСР — 18 апреля 2017 года, Ташкент, Республика Узбекистан) — советский и узбекистанский химик, специалист в области химии и технологии природных соединений, заслуженный деятель науки Республики Узбекистан, академик Академии наук Республики Узбекистан.

## Биография
В 1948 году окончила Среднеазиатский индустриальный институт, а затем и аспирантуру данного института. Защитила кандидатскую, а позднее докторскую диссертацию.
В 1984 году была избрана членом-корреспондентом Академии наук Узбекской ССР, в 2000 — действительным членом Академии наук Республики Узбекистан.
На протяжении своей почти 70-летней научно-педагогической деятельности занимала такие ответственные должности как заведующий кафедрой Ташкентского политехнического института, старший научный сотрудник, заведующий лабораторией, директор Института химии растительных веществ Академии наук. Избиралась членом президиума Академии наук Узбекистана. Внесла весомый вклад в проводимые в Узбекистане актуальные исследования в области химии и технологии природных соединений, подготовила немало высококвалифицированных кадров.
Является автором более 400 научных статей, книг и монографий, посвященных теоретическим и практическим вопросам химии и технологии природных соединений.

## Награды и звания
Награждена орденами Дружбы народов, «Мехнат Шухрати».
Заслуженный деятель науки Республики Узбекистан.